# Plac Niepodległości w Zakopanem
Plac Niepodległości – jedyny plac w Zakopanem, położony w centrum miasta, u zbiegu ulic: gen. Andrzeja Galicy, Władysława Orkana i Stanisława Staszica. Wschodnią stroną placu przepływa Foluszowy Potok.

## Historia
Plac powstał w XIX wieku. Do lat 30. XX wieku pełnił funkcję centrum miasta. Gdy rola ta przeszła na Krupówki, plac został przekształcony w parking, który istniał do 3 września 2013.

## Przebudowa placu Niepodległości i okolic
29 lipca 2011 w Urzędzie Miasta Zakopane Marszałek Województwa Małopolskiego Marek Sowa, Burmistrz Janusz Majcher i Skarbnik Miasta Helena Mamcarz podpisali umowę na dofinansowanie projektu „Rewitalizacja Parku Miejskiego i przebudowa placu Niepodległości w Zakopanem w celu dostosowania do potrzeb mieszkańców i wymogów ruchu turystycznego”. Prace ruszyły w roku 2012.
Projekt został zrealizowany w czterech etapach:
Etap I – przebudowa placu Niepodległości i remont ul. gen. Galicy;
Etap II – budowa alejek nowo projektowanych oraz modernizacja starych, ścieżek rowerowych, regulacja i modernizacja koryta, przeniesienie Pomnika Grunwaldzkiego;
Etap III – budowa zespołu kortów tenisowych i boiska do gry w koszykówkę, skateparku i placu zabaw;
Etap IV – budowa amfiteatru, modernizacja i restauracja budynków istniejących.
W ramach projektu przebudowane zostało również Tatrzańskie Centrum Kultury i Sportu „Jutrzenka". Cała inwestycja kosztowała 17 milionów złotych i była współfinansowana w ramach Małopolskiego Regionalnego Programu Operacyjnego.
28 września 2013 miało miejsce oficjalne otwarcie nowego Parku Miejskiego oraz placu Niepodległości.

## Dawne nazwy
- do ok. 1930 – Rynek Zakopiański
- ok. 1930–1939 – plac Niepodległości
- 1939–1945 – Adolf-Hitler-Platz
- 1945–1956 – plac Zwycięstwa
- od 1956 – plac Niepodległości

## Ważne budynki
- Izba Pamięci Bronisława Czecha (nr 4)
- Willa Kresy w Zakopanem (nr 8)